# 1313: Cougar Cult
Pour plus de détails, voir Fiche technique et Distribution.
1313: Cougar Cult est un film américain réalisé par David DeCoteau, sorti en 2012.

## Synopsis
Trois jeunes hommes, qui recherchent un job d'été, sont embauchés chez trois ravissantes femmes pour effectuer quelques travaux dans leur maison. Mais ils ne se doutent pas que ces « cougars » ne portent pas ce qualificatif par hasard.

## Fiche technique
- Titre : 1313: Cougar Cult
- Réalisation : David DeCoteau
- Scénario : David DeCoteau, Matthew Jason Walsh
- Production : David DeCoteau, Marco Colombo
- Musique : Harry Manfredini
- Pays d'origine : États-Unis
- Genre : Horreur, comédie
- Durée : 85 minutes
- Date de sortie : février 2012 (États-Unis)

## Distribution
- Linnea Quigley : Clara
- Brinke Stevens : Edwina
- Michelle Bauer : Victoria
- Bryce Durfee : Darwin
- Carey James : Henry
- Ryan Curry : Jimmie
- John Stuart Wildman : Rufus
- Aaron Thornton : Anson
- William Copsey : Lance
- Jack Kubacki : Coopersmith

## Autour du film
- David DeCoteau avait dirigé Linnea Quigley, Brinke Stevens et Michelle Bauer, trois vedettes du cinéma de série B et du cinéma d'épouvante dans Nightmare Sisters (1987) et Sorority Babes in the Slimeball Bowl-O-Rama (1988). Plus de vingt ans après, les trois actrices sont de nouveau réunies dans un même film.